# Vitja Glusjakov - drug apatjej
Vitja Glusjakov - drug apatjej (russisk: Витя Глушаков — друг апачей) er en sovjetisk spillefilm fra 1983 af Gerald Bezjanov.

## Medvirkende
- Andrej Juritsyn som Vitja Glusjakov
- Leonid Kuravljov som Arkadij
- Jkaterina Semjonova som Nina Skvortsova
- Vladimir Lizunov som Petka Tomilin
- Igor Jasulovitj som Pjotr Glusjakov